# منطقة الصنمين
منطقة  الصنمين منطقة سورية إدارية تتبع محافظة درعا ومركزها مدينة الصنمين، بلغ تعداد سكان المنطقة 167,882 نسمة حسب التعداد السكاني لعام 2004.

## نواحي منطقة  الصنمين
- ناحية مركز الصنمين
- ناحية المسمية
- ناحية غباغب